# Övre Gåstjärnen
Övre Gåstjärnen är en sjö i Nordanstigs kommun i Hälsingland och ingår i Ljungan-Gnarpsåns kustområde.